# Konservatoriet (ballet)
 For alternative betydninger, se Konservatoriet. (Se også artikler, som begynder med Konservatoriet)
Konservatoriet eller Et Avisfrieri er en vaudeville ballet i to akter skabt af den danske koreograf og balletmester August Bournonville i 1849 for Den Kongelige Danske Ballet. Balletten foregår i et dansestudie på Conservatoire de Paris. Bournonville studerede ved Paris Conservatoire i 1820'erne hos den berømte danser Auguste Vestris. Balletten startede karrieren for Juliette Price. En divertissement i 1. akt af "Konservatoriet" kaldet "Danseskolen" gav Bournonville mulighed for at vise det grundlæggende i sin stil og højne niveauet af sine koreografier til varig kunst.

## Oversigt

### Akter
Den første akt er en genskabelse af en Vestris danseklasse af den nøjagtige type deltagelse af Bournonville under sit ophold i Paris i 1820'erne. I anden akt er Monsieur Dufour inspektør ved Conservatoire, skriver en ægteskabsannonce i avisen, men ender med at gifte sig sin husholderske, Mademoiselle Bonjour. Typisk for Bournonville balletter giver handlingen mulighed for at indføre forskellige danse-divertissementer. I anden akt for eksempel, gør elever af konservatoriet nar af Monsieur Dufour ved at forklæde sig som attraktive kvinder.

### Musik
Vaudeville-genren brugte gerne kendte melodier, der var egnet til at vise periode- samt lokalkolorit og for at lette publikums forståelse af handlingen og det omfattende mimen. Komponisten Holger Simon Paulli forsøgte i balletten at genskabe Paris i 1820'erne og 1830'erne. Balletten åbner med at opfordre til dans med en orkestreret udgave af Webers vals for klaver. Senere i partituret brugte Paulli Chopins Grande Valse brillante i E-dur og Paisiello aria "Nel cor più non mi sento" fra operaen La Molinara. Divertissement i act 1 (Pas d'école) er klare musikalske lån, og de velkendte pas de trois benytter en del af Pierre Rode Violinkoncert No.7, Op.9 fra 1800 - en koncert, der blev brugt som et eksamensstykke for unge violinister på det tidspunkt, hvor Bournonville var bosat i Paris og studerede hos Vestri.

### Historie
Den komplette to-akter ballet blev opført af Den Kongelige Danske Ballet fra 1849 indtil 1934, hvor det forsvandt fra repertoiret, måske fordi det blev betragtet som gammeldags. I 1942 brugte Harald Lander, Det Kongelige Teaters balletmester på det tidspunkt, "Danseskolen" fra den samlede ballet og iscenesatte det som en én-akters divertissement.
I 1995 bragte Den Kongelige Danske Ballet en komplet udgave i to akter tilbage på repertoiret med hjælp fra tre Bournonville-eksperter: Kirsten Ralov, tidligere assisterende balletmester, solodanser Niels Bjørn Larsen, og lærer Dinna Bjørn, som er Larsens datter.
Ved at kombinere personlige erindringer af iscenesættelser fra begyndelsen af 1930'erne, Bournonvilles notationer og skrifter om danser Valborg Borchsenius og om Harald Landers iscenesættelse i 1930'erne, blev det muligt at rekonstruere hele balletten "Konservatoriet".